# Sven Joann
Sven Ottoson Joann tidigare Johansson, född 3 mars 1908 i Aringsås i Kronobergs län, död 30 oktober 1985 i Öja församling i Växjö kommun, var en svensk målare och tecknare.
Han var son till bankkamreren Carl Otto Johansson och Anna Sofia Elisabet Fernström samt från 1970 gift med Gunvor Kamke. Han studerade konst vid Wilhelmsons målarskola 1925–1928 och för Wilhelm Smith och Albert Engström vid Kungliga konsthögskolan 1929–1930 samt för Otte Sköld 1931. Perioden 1932–1953 genomförde han ett flertal studieresor till Tyskland, Italien, Frankrike och Danmark där vistelsen i respektive land omfattade flera månader. Separat ställde han bland annat ut på Modern konst i hemmiljö i Stockholm, SDS-hallen i Malmö samt i Lund, Västerås, Växjö, Sundsvall och tillsammans med Gösta Lindell-Kjell ställde han ut i Ystad. Han medverkade i Nationalmuseums utställning  Unga tecknare några gånger och i utställningen Tre Smålandsmålare som visades i Växjö, Sex Smålandsmålare på Kalmar konstmuseum, Konstnärer och glasbruk från Småland som visades i Lund 1952 och Nutida småländsk konst på Jönköpings läns museum. Han medverkade i samlingsutställningar arrangerade av Sveriges allmänna konstförening samt lokala konstföreningar. Han var anställd som konstnärlig ledare vid Skruvs glasbruk. Han anlitades av flera organisationer och institutioner för att utföra porträtt, bland annat porträtterade han Johan Alfred Göth, professor Sven Kjellström och Hugo Alfvén. Hans konst består av porträtt, figurer, stilleben, stadsbilder och landskapsskildringar från Småland, Öland, och Italien utförda i olja, pastell eller akvarell. Joann är representerad vid Västerås konstgalleri, Jönköpings läns museum, Smålands museum i Växjö och vid Konstakademien i Stockholm.